# Foxhole
Foxhole – wieś w Anglii, w Kornwalii. Leży 55 km na północny wschód od miasta Penzance i 356 km na zachód od Londynu.